# Maren Hammerschmidt
Maren Hammerschmidt (Frankenberg, 24 oktober 1989) is een Duitse biatlete.

## Carrière
Bij haar wereldbekerdebuut, in maart 2012 in Chanty-Mansiejsk, scoorde Hammerschmidt direct wereldbekerpunten.
In december 2015 stond de Duitse in Hochfilzen voor de eerste maal in haar carrière op het podium van een wereldbekerwedstrijd. Op de wereldkampioenschappen biatlon 2016 in Oslo eindigde ze als 27e op de 15 kilometer individueel, op de estafette veroverde ze samen met Franziska Preuß, Franziska Hildebrand en Laura Dahlmeier de bronzen medaille. In Hochfilzen nam Hammerschmidt deel aan de wereldkampioenschappen biatlon 2017. Op dit toernooi eindigde ze als zevende op de 15 kilometer individueel, daarnaast eindigde ze als 55e op 7,5 kilometer sprint en als veertigste op de 10 kilometer achtervolging. Op de estafette sleepte ze samen met Vanessa Hinz, Franziska Hildebrand en Laura Dahlmeier de wereldtitel in de wacht.
In 2018 nam Hammerschmidt een eerste keer deel aan de Olympische Winterspelen. Op de 15 km individueel eindigde ze op de 17e plaats.

## Resultaten

### Olympische Winterspelen
| Jaar | Plaats      | Onderdeel   | Onderdeel | Onderdeel     | Onderdeel  | Onderdeel | Onderdeel          |
| Jaar | Plaats      | Individueel | Sprint    | Achtervolging | Massastart | Estafette | Gemengde estafette |
| ---- | ----------- | ----------- | --------- | ------------- | ---------- | --------- | ------------------ |
| 2014 | Sotsji      | –           | –         | –             | –          | –         | –                  |
| 2018 | Pyeongchang | 17e         | –         | –             | –          | –         | –                  |

### Wereldkampioenschappen
| Jaar | Plaats            | Onderdeel   | Onderdeel | Onderdeel     | Onderdeel  | Onderdeel | Onderdeel          | Onderdeel                 |
| Jaar | Plaats            | Individueel | Sprint    | Achtervolging | Massastart | Estafette | Gemengde estafette | Single gemengde estafette |
| ---- | ----------------- | ----------- | --------- | ------------- | ---------- | --------- | ------------------ | ------------------------- |
| 2012 | Ruhpolding        | –           | –         | –             | –          | –         | –                  |                           |
| 2013 | Nové Město        | –           | –         | –             | –          | –         | –                  |                           |
| 2015 | Kontiolahti       | –           | –         | –             | –          | –         | –                  |                           |
| 2016 | Oslo Holmenkollen | 27e         | –         | –             | –          | Brons     | –                  |                           |
| 2017 | Hochfilzen        | 7e          | 55e       | 40e           | –          | Goud      | –                  |                           |
| 2019 | Östersund         | –           | –         | –             | –          | –         | –                  | –                         |
| 2020 | Antholz           | –           | –         | –             | –          | –         | –                  | –                         |

### Wereldkampioenschappen junioren
| Jaar | Plaats  | Onderdeel   | Onderdeel | Onderdeel     | Onderdeel |
| Jaar | Plaats  | Individueel | Sprint    | Achtervolging | Estafette |
| ---- | ------- | ----------- | --------- | ------------- | --------- |
| 2009 | Canmore | 11e         | 7e        | 10e           | –         |
| 2010 | Torsby  | 21e         | Goud      | 4e            | Brons     |

### Wereldbeker
Eindklasseringen
| Seizoen   | Algemeen | Individueel | Sprint | Achtervolging | Massastart |
| --------- | -------- | ----------- | ------ | ------------- | ---------- |
| 2011/2012 | 72e      | –           | 74e    | 64e           | –          |
| 2012/2013 | 85e      | –           | 84e    | 73e           | –          |
| 2015/2016 | 25e      | 29e         | 27e    | 23e           | 24e        |
| 2016/2017 | 21e      | 7e          | 24e    | 18e           | 24e        |
| 2017/2018 | 16e      | 24e         | 18e    | 16e           | 9e         |
| 2018/2019 | –        | –           | –      | –             | –          |
| 2019/2020 | 79e      | –           | –      | 60e           | –          |

Wereldbekerzeges
| Nr.        | Datum            | Plaats          | Onderdeel        |
| Estafettes | Estafettes       | Estafettes      | Estafettes       |
| ---------- | ---------------- | --------------- | ---------------- |
| 1.         | 11 december 2016 | Pokljuka        | 4x6 km estafette |
| 2.         | 12 januari 2017  | Ruhpolding      | 4x6 km estafette |
| 3.         | 22 januari 2017  | Antholz         | 4x6 km estafette |
| 4.         | 18 februari 2017 | Hochfilzen (WK) | 4x6 km estafette |
| 5.         | 5 maart 2017     | Pyeongchang     | 4x6 km estafette |
| 6.         | 10 december 2017 | Hochfilzen      | 4x6 km estafette |